# Frederik Lange (maler)
 For alternative betydninger, se Frederik Lange. (Se også artikler, som begynder med Frederik Lange)
Frederik Lange (født 31. juli 1871 på Frederiksberg; død 30. juni 1941 i Skagen) var en dansk maler.
Lange var søn af kunsthistorikeren Julius Henrik Lange og fra barndommen fortrolig med billedkunsten. 
Han malede portrætter, hverdagsbilleder og landskaber som han hentede motiver til ved Lillebælt, i Odsherred, på Stevns og egnen omkring Skagen hvor han slog sig ned omkring 1924 i Skagen Vesterby. I 1930'erne levede han tilbagetrukket på grund af sygdom.
Lange modtog Eckersberg Medaillen i 1907 og 1910. 
| - Malerier af Frederik Lange - Vej mod Skagen, 1932 - Mandsportræt 1919 |